# Фіаху Лабрайнне
Фіаху Лабрайнне (ірл. Fíachu Labrainne) – верховний король Ірландії. Час правління (згідно середньовічної ірландської історичної традиції): 1095 — 1071 до н. е. (згідно «Історії Ірландії» Джеффрі Кітінга) або 1473 — 1449 до н. е. згідно хроніки Чотирьох Майстрів. Син Смірголла (ірл. – Smirgoll), онук Енбоха (ірл. – Enboth), правнук Тігернмаса (ірл. - Tigernmas). Прийшов до влади вбивши свого попередника – верховного короля Ірландії Еохайда Сіра Сокира в битві при Карман (ірл. – Carman), здійснюючи помсту за свого батька (звичай кровної помсти) – його батько був вбитий Еохайдом в битві під Друїмм Ліахайн (ірл. - Druimm Liatháin). Був названий на честь річки Лабрайнн (ірл. – Labrainn), яка вирвалась з-під землі в час його правління. Фіаху воював з нащадками Ебера Фінна, які претендували на трон, виграв під час війни з ними морську битву. Воював з Ерайном (ірл. – Érainn) на рівнині Маг Генайн (ірл. - Mag Genainn), що нині в графстві Фермана. Під час цієї битви озеро Лох-Ерн вирвалось з-під землі. В іншій битві він вбив сина Еохайда – Мофебіса (ірл. – Mofebis). Під час його правління його син – Енгус Олмукада (ірл. - Aengus Olmucada) завоював королівство Алба (нинішню Шотландію).  Правив Ірландією 24 роки. Загинув від руки Еоху Муму – сина Мофебіса в битві під Сліаб Белгатайн (ірл. - Sliab Belgatain). «Книга Захоплень Ірландії» синхронізує його правління з часом правління царів Ассирії Пірітіадеса та Офраталюса, що сумнівно. 